# スマイリー・スマイル
『スマイリー・スマイル』（Smiley Smile）は、1967年にリリースされたザ・ビーチ・ボーイズのオリジナルアルバム。
1966年の秋から1967年の春にかけて、音楽界ではビーチ・ボーイズの『ペット・サウンズ』に続く作品『スマイル』が待望視されていた。1966年後半の世界的なヒットとなった「グッド・ヴァイブレーション」も新しいアルバムへの期待を増加させた。
しかし、『スマイル』のリリースは1967年5月に急遽キャンセルとなり、モンタレー・ポップ・フェスティバルへの出演も断ることとなった。
そんな中、制作が滞っている『スマイル』の代替品として本作がリリースされた。
これは発売済みのシングルと、『スマイル』制作途中の断片を再利用して急拵えで仕立て上げたものだったが、『スマイル』の残滓的な内容にもかかわらず、カルト的な人気を博するようになった。
後に、ブライアン・ウィルソンが、アルバムに対する過度の期待が重圧となり、ストレスによる薬物使用とノイローゼにより『スマイル』の制作を放棄したことが明らかになった。その後、ブライアンの音楽活動は徐々に低迷していくこととなる。
2004年にブライアンはソロ名義で『スマイル』を完成・発表したが、「ウィンド・チャイム」のアウトロのコーラスなど一部のアレンジが『スマイリー・スマイル』から転用されている。

## ステレオ・ヴァージョン
『ザ・ビーチ・ボーイズ・トゥディ』より『ワイルド・ハニー』までは、ブライアンの右耳の聴力の悪化により、発売当時アルバムはモノ・ミックスのみで制作され、ステレオ盤は擬似ステレオだった。
2012年に『サーフィン・U.S.A.』から本作までがモノ＆ステレオの2in1仕様でCD化された際、初めてアルバム全体のトゥルー・ステレオ・ヴァージョンが作成された。「英雄と悪漢」と「ヴェジタブル」は2001年に発表されたコンピレーション・アルバム『Hawthorne, CA)』にステレオ・ミックスを収録していたものの、今回新しくリミックスされている。ただし「グッド・ヴァイブレーション」はヴォーカルのマルチ・トラック・テープが行方不明のため、マーク・リネットの監修のもとでデリー・フィッツジラルドにより作成された新たなステレオ・エクストラクション・ミックスを収録している。

## 収録曲
Side 1
1. 英雄と悪漢 - Heroes and Villains (Brian Wilson/ Van Dyke Parks) 3:37
2. ヴェジタブル - Vegetables (Brian Wilson/Van Dyke Parks) 2:07
3. フォール・ブレイクス・アンド・バック・トゥ・ウィンター - Fall Breaks And Back To Winter (Woody Woodpecker Symphony) (Brian Wilson) 2:15
4. シーズ・ゴーイン・ボールド - She's Goin' Bald (Brian Wilson/ Mike Love/Van Dyke Parks) 2:13
5. リトル・パッド - Little Pad (Brian Wilson) 2:30

Side 2
1. グッド・ヴァイブレーション -  Good Vibrations (Brian Wilson/Mike Love) 3:36
2. ウィズ・ミー・トゥナイト - With Me Tonight (Brian Wilson) 2:17
3. ウインド・チャイムズ - Wind Chimes (Brian Wilson) 2:36
4. ゲッティン・ハングリー - Gettin' Hungry (Brian Wilson/Mike Love) 2:27
5. ワンダフル - Wonderful (Brian Wilson/Van Dyke Parks) 2:21
6. ホイッスル・イン - Whistle In (Brian Wilson) 1:04

### ボーナス・トラック
1. 英雄と悪漢 (別テイク) - Heroes and Villains
2. グッド・ヴァイブレーション (別テイク） -  Good Vibrations
3. グッド・ヴァイブレーション (初期テイク) -  Good Vibrations
4. ユー・アー・ウェルカム - You Are Welcome
5. キャント・ウエイト・トゥー・ロング - Can't Wait Too Long